# Aurora Pleșca
Aurora Pleșca (născută Darco; n. 2 septembrie 1963, Timișoara, România) este o fostă canotoare română, laureată cu argint la Los Angeles 1984.